# Мачете (фільм)
«Мачете» (англ. Machete) — американський пригодницький бойовик, чорна комедія 2010 року сценаристів, продюсерів і режисерів Роберта Родрігеса й Етана Манікіса.
Головну роль у фільмі грає Денні Трехо. У фільмі присутні такі актори, як Мішель Родрігес, Ліндсей Лохан, Джессіка Альба, Стівен Сігал, Роберт Де Ніро, Джефф Фейгі. Цей фільм є розвитком ідеї фальшивого трейлеру, знятого Родрігесом для Проєкту «Грайндхаус». Прем'єра фільму в США відбулася 3 вересня 2010 року, прокатом фільму займається студія 20th Century Fox.
Потрапивши в засідку, мексиканський поліцейський Мачете втратив свою дружину та дочку. Згодом його наймають для виконання убивства сенатора США. Взявшись за цю роботу, Мачете отримує нагоду помститися та завадити урядовій змові.

## Сюжет
Мексиканський поліцейський на прізвисько Мачете їде зі своїм напарником звільнити з полону заручницю наркобарона Рахеля Торреса. Протаранивши будинок, Мачете жорстоко розправляється зі спільниками наркобарна. Заручниця виявляється оголена і зовсім не схожа на жертву викрадення. Вона намагається спокусити поліцейського, вихоплює його мачете, ранить його та повідомляє Рахелю, що ворога знешкоджено. Наркобарон глузує з Мачете й показує, що взяв у полон його дружину та дочку, яких слідом убиває. Потім Рахель стріляє в поліцейського і залишає в будинку, який підпалює.
Дія переноситься на 3 роки вперед. Сенатор США Джон МакЛафлін організовує боротьбу проти незаконних іммігрантів з Мексики. В цей час співробітниця поліції Сартана Рівера стежить за торгівкою наркотиками Лус. На її думку, Лус заправляє організацією «Павутина», що допомагає іммігрантам з Мексики в США. Паралельно злочинний авторитет Бут платить Мачете 150 тисяч доларів, щоб той убив МакЛафліна. Мачете віддає гроші Лус на потреби «Павутини». Насправді ж сенатор і Бут працюють разом аби за допомогою підставного замаху на МакЛафліна засвідчити, що мексиканці несуть загрозу американцям.
Коли Мачете вирушає на завдання, його схоплюють найманці, переодягнені поліцейськими. Вони не здогадуються обшукати бранця, і той, вбивши їх мачете, тікає. Рахель впізнає на відео Мачете і запитує в Бута чи той ще живий. Бут гарантує, що Мачете мертвий або буде мертвий дуже скоро. Мачете пригадує як він вижив 3 роки тому завдяки тому, що куля влучила в іншу кулю, що раніше застрягла в нього в черепі. Найманці спробували його вбити в лікарні, але Мачете зумів перехитрувати їх і втекти.
Мачете вирішує помститися Буту за допомоги Лус, свого брата-священника Падре і Сартани, попутно вбиваючи всіх, так чи інакше причетних до його підстави або злочинної організації Бута. Тим часом Бут дізнається, що Мачете вижив і наскільки він небезпечний. Тому він наймає кілера Осіріса, щоб убити його.
Видаючи себе за садівника, Мачете проникає в маєток Бута, де нейтралізує охорону та спокушає його дружину й дочку, яких потім присипляє. Потім він отримує дані про плани МакЛафліна збудувати на кордоні з Мексикою електричний паркан, який би контролював Бут, беручи величезні гроші з іммігрантів за пропуск. В цей час Бут бачить усе, що відбувається в маєтку, через вебкамеру. Разом з Осірісом він навідується до Падре, якого розпинає на хресті, вимагаючи видати де його брат. Не отримавши відповідей, він убиває Падре.
Мачете з Сартаною виявляє труп брата і шле Буту погрозу по SMS. Рахель вирішує особисто вбити Мачете. А Мачете повертається в маєток Бута, де знову ошукує охорону. Один з охоронців зізнається йому, що Бут вирушив на зустріч з МакЛафліном. Там Мачете підсовує під час виступу сенатора відео зі свідченням змови МакЛафліна та Бута. Тепер Бут вимагає цілком скоритися йому задля порятунку репутації, за що МакЛафлін застрелює його.
Наздогнавши авто сенатора, Мачете виявляє всередині скривавленого Бута. Той запитує де його дружина з дочкою. Мачете відповідає «при Бозі». Бут думає, що ті мертві, а насправді вони отямлюються в будинку Падре. Потім Мачете отримує від іммігрантів зброю, а Сартана закликає їх збунтуватися проти сенатора і приєднатися до боротьби.
МакЛафлін наважується на останню спробу врятувати репутацію та розігрує свою викрадення іммігрантами. Мачете, очоливши автоколону мексиканців, вривається на військову базу, де сховався сенатор. Лус застрелює МакЛафіна, а Рахель, озброївшись катаною, викликає Мачете на поєдинок. Але той, озброєний мачете, перемагає. Рахель робить собі сепуку, сказавши наостанок, що чекатиме на Мачете в пеклі.
Вночі МакЛафлін отямлюється і виявляє, що вцілів завдяки бронежилету. Але патруль сприймає його за нелегального іммігранта, сенатор падає на власний електричний паркан, а патруль розстрілює його. Сартана запитує куди далі вирушить Мачете і вирішує поїхати з ним куди б не лежала дорога.

## Ролі
- Денні Трехо — Мачете
- Роберт де Ніро — сенатор МакЛафлін
- Ліндсі Лоан — Ейпріл
- Джессіка Альба — Сартана Рів'єра
- Мішель Родрігес — Лус
- Стівен Сігал — Торес
- Дон Джонсон — лейтенант Он Джексон
- Чіч Марін — Падре
- Джефф Фейгі — Бут
- Том Савіні — Осіріс Аманпур

## Виробництво
На South by Southwest Родрігес оголосив, що розширить свій трейлер до повнометражного фільму. У одному зі своїх інтерв'ю Родрігес сказав:
Тарантіно також сказав:

У Роберта є аж близько 40 хвилин цього [фільму] тільки з трейлерів. Я дам йому ще 6 днів, щоб закінчити його. Що мені в цьому подобається, так це те, що існує blaxploitation-фільм, але в Америці досі не було mexploitation-фільму. «Мачете» — виразно mexploitation-фільм.
Оригінальний текст (англ.)
Robert pretty much has about 40 minutes of it anyway just from the trailers.  grind house I'll give him 6 more days to finish it out. One of the things I love about it is well there is blaxploitation, but in America there wasn'ta mexploitation. «Machete» is definitely a mexploitation film.

За словами Родрігеса, витоки фільму сходять до фільму «Відчайдушний»:

Коли я зустрівся з Денні, я сказав: «Цей хлопець має бути як мексиканський Жан-Клод Ван Дамм або Чарльз Бронсон, фільми з якими випускаються щороку, і його ім'я повинне бути Мачете». Отож, я вирішив обрати цей шлях, пройти ним, не звертаючи, до самого кінця. Тож тепер я, звісно, хочу продовжити рух і робити намічене.
Оригінальний текст (англ.)
When I met Danny, I said, «This guy should be like the Mexican Jean-Claude Van Damme or Charles Bronson, putting out a movie every year and his name should be Machete». So I decided to do that way back when, never got around to it until finally now. So now, of course, I want to keep going and do a feature.

В інтерв'ю журналу «Rolling Stone» Родрігес сказав, що він написав сценарій фільму ще в 1993 році, коли Трехо пробувався у нього на роль у фільмі «Відчайдушний»:

Отож, я записав цю його ідею про федерала з Мексики, якого наймають робити брудну роботу в США. Якось я чув, що у ФБР або Управління по боротьбі з наркотиками дійсно є така практика: якщо при роботі над складними завданнями вони не хочуть, щоб їх власні агенти були вбиті, вони наймають на цю роботу агента з Мексики за 25 000 доларів. Я подумав: "Це буде Мачете. Він приїхав сюди і займається по-справжньому небезпечною роботою за великі, для нього, гроші, але для всіх інших тут це — фантики". Але я так ніколи і не підступився до цього фільму.
Оригінальний текст (англ.)
So I wrote him this idea of a federale from Mexico who gets hired to do hatchet jobs in the US I had heard sometimes FBI or DEA have a really tough job that they don't want to get their own agents killed on, they'll hire an agent from Mexico to come do the job for $ 25,000. I thought, «That's Machete. He would come and do a really dangerous job for a lot of money to him but for everyone else over here it's peanuts ». But I never got around to making it.

Родрігес сподівався знімати «Мачете» під час роботи над фільмом «Місто гріхів 2». Студія Overnight Productions на початку серпня 2009 року розпочала виробництво фільму «Мачете». Проєкт зрушив з мертвої точки.
Наприкінці вересня 2009 року Трехо заявив про закінчення зйомок і про свою участь у наступному проєкті Родрігеса «Хижаки» вже в жовтні. Зйомки відбувалися на студії Родрігеса, розташованої в місті Остін, штат Техас.

## Випуск фільму
Першою країною, де вийшов «Мачете» став Казахстан (18 серпня 2010), в США картина вийшла в широкий прокат 28 серпня 2010 року, прокатником є компанія 20th Century Fox. В Україні картина вийшла в прокат 2 вересня 2010 року (дистриб'ютор — «Каскад»).
30 вересня 2010 фільм надходить у продаж на DVD і Blu-Ray (видавець «Columbia/Sony»).

## Додаткова інформація
5 травня 2010 в Інтернеті з'явився трейлер, випущений на честь національного мексиканського свята Cinco de Mayo
. Трейлер відразу ж викликав у американців хвилю обурення, Роберто Родрігеса звинувачували в розпалюванні расової ворожнечі.

## Цікаві факти
Денні Трехо вже грав персонажа з ім'ям Мачете в трилогії Роберто Родрігеса «Діти Шпигунів».
Роберт Де Ніро пародіює Джорджа Буша-молодшого копіюючи його міміку і епатаж. Не даремно МакЛафлін — сенатор з Техасу, як і Джордж Буш.